# Thới Lai (huyện)
Thới Lai là một huyện cũ thuộc thành phố Cần Thơ, Việt Nam.

## Địa lý
Huyện Thới Lai nằm ở phía tây ngoại thành của thành phố Cần Thơ, nằm cách trung tâm thành phố khoảng 29 km theo đường Lê Hồng Phong, có vị trí địa lý:
- Phía đông giáp quận Ô Môn và huyện Phong Điền
- Phía tây giáp huyện Giồng Riềng, tỉnh Kiên Giang
- Phía nam giáp huyện Châu Thành A, tỉnh Hậu Giang
- Phía bắc giáp huyện Cờ Đỏ.

Huyện Thới Lai có diện tích 267,01 km², dân số năm 2024 là 156.163 người, mật độ dân số đạt 584 người/km².

## Lịch sử
Trước năm 2004, địa bàn huyện Thới Lai ngày nay thuộc huyện Ô Môn, tỉnh Cần Thơ. Thới Lai khi đó chỉ là tên một xã thuộc huyện Ô Môn.
Ngày 4 tháng 8 năm 2000, Chính phủ ban hành Nghị định số 28/2000/NĐ-CP về việc thành lập thị trấn Thới Lai thuộc huyện Ô Môn trên cơ sở 946,51 ha diện tích tự nhiên và 10.183 nhân khẩu của xã Thới Lai.
Ngày 26 tháng 11 năm 2003, Quốc hội ban hành Nghị quyết số 22/2003/QH11 về việc chia tỉnh Cần Thơ thành thành phố Cần Thơ trực thuộc trung ương và tỉnh Hậu Giang.
Ngày 2 tháng 1 năm 2004, Chính phủ ban hành Nghị định số 05/2004/NĐ-CP về việc chia huyện Ô Môn thành quận Ô Môn và huyện Cờ Đỏ. Địa bàn, huyện Thới Lai thuộc huyện Cờ Đỏ. Huyện lỵ huyện Cờ Đỏ đặt tại thị trấn Thới Lai.
Ngày 23 tháng 12 năm 2008, Chính phủ ban hành Nghị định số 12/NĐ-CP về việc thành lập huyện Thới Lai thuộc thành phố Cần Thơ trên cơ sở điều chỉnh 25.566,30 ha diện tích tự nhiên và 126.842 nhân khẩu của huyện Cờ Đỏ (bao gồm toàn bộ diện tích tự nhiên và nhân khẩu của 13 đơn vị hành chính trực thuộc, bao gồm thị trấn Thới Lai và 12 xã: Định Môn, Đông Bình, Đông Thuận, Tân Thạnh, Thới Tân, Thới Thạnh, Trường Thành, Trường Thắng, Trường Xuân, Trường Xuân A, Trường Xuân B, Xuân Thắng).
Huyện Thới Lai có 25.566,30 ha diện tích tự nhiên và 126.842 nhân khẩu; có 13 đơn vị hành chính trực thuộc, bao gồm thị trấn Thới Lai và 12 xã: Định Môn, Đông Bình, Đông Thuận, Tân Thạnh, Thới Tân, Thới Thạnh, Trường Thành, Trường Thắng, Trường Xuân, Trường Xuân A, Trường Xuân B, Xuân Thắng.
Ngày 12 tháng 6 năm 2025, Quốc hội ban hành Nghị quyết số 202/2025/QH15 về việc sắp xếp đơn vị hành chính cấp tỉnh (nghị quyết có hiệu lực từ ngày 12 tháng 6 năm 2025). Theo đó, sáp nhập tỉnh Hậu Giang và tỉnh Sóc Trăng vào thành phố Cần Thơ.
Ngày 16 tháng 6 năm 2025, Quốc hội ban hành Nghị quyết số 203/2025/QH15 về việc Sửa đổi, bổ sung một số điều của Hiến pháp nước Cộng hòa xã hội chủ nghĩa Việt Nam. Theo đó, kết thúc hoạt động của đơn vị hành chính cấp huyện trong cả nước từ ngày 1 tháng 7 năm 2025.

## Hành chính
Huyện Thới Lai có 13 đơn vị hành chính cấp xã trực thuộc, bao gồm thị trấn Thới Lai (huyện lỵ) và 12 xã: Định Môn, Đông Bình, Đông Thuận, Tân Thạnh, Thới Tân, Thới Thạnh, Trường Thắng, Trường Thành, Trường Xuân, Trường Xuân A, Trường Xuân B, Xuân Thắng.
| TT. Thới Lai X. Xuân Thắng X. Tân Thạnh X. Thới Thạnh X. Định Môn X. Trường Thành X. Trường Thắng X. Thới Tân X. Đông Thuận X. Đông Bình X. Trường Xuân A X. Trường Xuân B X. Trường Xuân H. Cờ Đỏ Q. Ô Môn H. Phong Điền T. Hậu Giang T. Kiên Giang Bản đồ hành chính huyện Thới Lai, thành phố Cần Thơ |

| Đơn vị hành chính cấp xã  | Thị trấn Thới Lai | Xã Định Môn | Xã Đông Bình | Xã Đông Thuận | Xã Tân Thạnh | Xã Thới Tân | Xã Thới Thạnh | Xã Trường Thắng | Xã Trường Thành | Xã Trường Xuân | Xã Trường Xuân A | Xã Trường Xuân B | Xã Xuân Thắng |
| ------------------------- | ----------------- | ----------- | ------------ | ------------- | ------------ | ----------- | ------------- | --------------- | --------------- | -------------- | ---------------- | ---------------- | ------------- |
| Diện tích (km²)           | 9,24              | 23,72       | 27,71        | 32,01         | 16,32        | 17,63       | 13,97         | 21,38           | 18,97           | 28,13          | 16,64            | 20,15            | 12,08         |
| Dân số (người)            | 9.471             | 10.988      | 8.051        | 9.137         | 7.928        | 6.6         | 11.791        | 11.177          | 12.427          | 12.590         | 7.157            | 7.503            | 7.645         |
| Mật độ dân số (người/km²) | 1.075             | 463         | 291          | 285           | 486          | 374         | 844           | 523             | 655             | 448            | 430              | 372              | 633           |
| Số đơn vị hành chính      |                   |             |              |               |              |             |               |                 |                 |                |                  |                  |               |

## Kinh tế - xã hội
Hiện nay trên địa bàn huyện có Nhà máy đốt rác phát điện Cần Thơ tại xã Trường Xuân. Từ khi nhà máy xây dựng hoàn thành và đưa vào hoạt động gần 2 năm, diện tích 5,3ha, lượng rác trung bình của nhà máy tiếp nhận mỗi ngày hơn 453 tấn (chiếm khoảng 70% lượng rác sinh hoạt thải ra hằng ngày của TP Cần Thơ). Tổng lượng rác xử lý đến cuối tháng 8/2020 hơn 317.000 tấn, tạo ra gần 103 triệu kWh điện.
Hiện nay trên địa bàn huyện có Viện lúa Đồng bằng sông Cửu Long tại xã Tân Thạnh.

### Giáo dục
Hệ thống trường lớp trên địa bàn huyện Thới Lai ngày càng hoàn thiện hơn; nhất ở bậc học mầm non. Năm học 2008–2009, huyện có 40 trường (10 trường mầm non, mẫu giáo; 21 trường tiểu học và 9 trường THCS); trong đó, chỉ có 6 trường đạt chuẩn quốc gia. Thời điểm đó, phần lớn các trường xuống cấp nặng; trường lớp bậc học mầm non chưa đáp ứng yêu cầu, còn học nhờ, học tạm. Đến nay, huyện đã có 45 trường; trong đó, có 33 trường đạt chuẩn quốc gia.

### Y tế
Hiện nay trên địa bàn huyện có Bệnh viện đa khoa huyện Thới Lai và các trạm y tế xã.
Hiện nay trên địa bàn huyện Thới Lai đã và đang hình khu đô thị cao cấp như:
- Khu đô thị mới Thới Lai quy mô 8,1 ha.
- Dự án chỉnh trang khu chợ Thới Lai hiện hữu và phát triển đô thị mới quy mô 1,77 ha.
- Dự án chỉnh trang khu chợ Thới Lai hiện hữu và phát triển đô thị mới quy mô 5,93 ha (giai đoạn 2).
- Dự án khu nhà ở TT. Thới Lai 1 quy mô 7,6 ha.
- Dự án khu nhà ở TT. Thới Lai 2 quy mô 26,1 ha.
- Dự án khu nhà ở TT. Thới Lai 3 quy mô 85 ha.
- Khu TDC Thới Lai (vị trí tiếp giáp đường tỉnh 922 mới và đường về trung tâm xã Trường Thắng quy mô 98 ha) thuộc TT.Thới Lai.

## Giao thông
Đường chính: Đường cao tốc Châu Đốc – Cần Thơ – Sóc Trăng, ĐT.919, ĐT.922, ĐT.922 mới,...
Đường phố: Hồ Thị Thưởng, Hồ Văn Tửu, Võ Thị Điệp, Lê Đức Thọ, Lộ Bà Đầm,...